# Rififí en la ciudad
Rififí en la ciudad (título en francés Chasse à la mafia) es una coproducción hispano-francesa de thriller policiaco estrenada en 1963, coproducida, escrita y dirigida por Jesús Franco y protagonizada en los papeles principales por Fernando Fernán Gómez, Jean Servais y Laura Granados.
Se trata de una adaptación cinematográfica de la novela Vous souvenez-vous de Paco? del escritor francés Charles Exbrayat, publicada en 1958.

## Sinopsis
En un país centroamericano, Juan, un confidente de la policía, muere asesinado por los hombres de Leprince, un acaudalado político que dirige el tráfico de estupefacientes de toda Sudamérica y que se postula como candidato al presidir el Senado del país. Juan estaba a punto de obtener las pruebas incriminatorias para detener a Leprince. A partir de ese momento todos aquellos que intervinieron en la muerte de Juan van siendo eliminados uno a uno. Entre los sospechosos destaca Miguel Mora, el policía protector de Juan.

## Reparto
- Fernando Fernán Gómez	...	Sargento Detective Miguel Mora
- Jean Servais ... Maurice Leprince
- Laura Granados ... Pilar
- Antonio Prieto ... Comisario Vargas
- Robert Manuel	...	Puig
- Maria Vincent	...	Nina Laverne
- Dina Loy ... Juanita
- Agustín González ... Antonio Ribera
- Manuel Gas ... Miralles
- Luis Marín ... Manolo
- Ángel Menéndez ... Jimmy
- Serafín García Vázquez ... Juan Solano
- Jacinto San Emeterio ... Abogado de Leprince
- Joaquín Pamplona ... Ayudante del comisario
- Davidson Hepburn ... Chico Torres
- Greta Marcos ... Fulana
- Antonio Giménez Escribano
- Antonio Padilla
- Javier de Rivera
- José Luis Zalde
- Pilar Vela ... Madre de Juan
- Lola del Pino	 ... Camarera
- María Rosa Mallén
- Blanquita Diwoney
- Enrique Navarro
- Gonzalo Linares
- José Castell
- Emiliano Lizares
- Tomás de Molina
- Frank Braña ... Mario Alonso
- Rafael Hernández ... Policía en control carretera